# Gare de Limoges-Bénédictins
Gare de Limoges-Bénédictins – stacja kolejowa w Limoges, w regionie Nowa Akwitania, we Francji. Znajduje się tu 5 peronów.

## Historia
Chemin de Fer de Paris à Orléans otworzyła pierwszą linię kolejową w mieście w latach 50. XIX w. Pierwsza stacja, zbudowana z drewna, otworzona została w dniu 16 czerwca 1856 roku. Pierwszy kamień budowanej stacji położono w 1860 roku.
W dniu 21 listopada 1918 Rada Miejska w Limoges i CF du PO podpisała umowę dotyczącą budowy nowej stacji. Prace trwały od 1924 do 1929. Stacja została otwarta w dniu 2 lipca 1929. Prace w celu przywrócenia wielkiego holu zakończono w 1979 roku.
O 13:20 w dniu 5 lutego 1998 wybuchł pożar w kopule budynku. Kopuła została odbudowana do swojego pierwotnego wyglądu.

## Architektura
Stacja Bénédictins została zaprojektowana przez architekta Rogera Gonthiera. 
Budynek jest wykonany z betonu, wypełnienia z wapienia. Kopuła, która obejmuje aleję pasażerską, składa się z ramy metalowej, pokrytej miedzią.
W południowo-zachodnim narożniku znajduje się 60-metrowa wieża zegarowa, składająca się z 12 poziomów. Jest zamontowany tam zegar o szerokości 4 m.

## Galeria

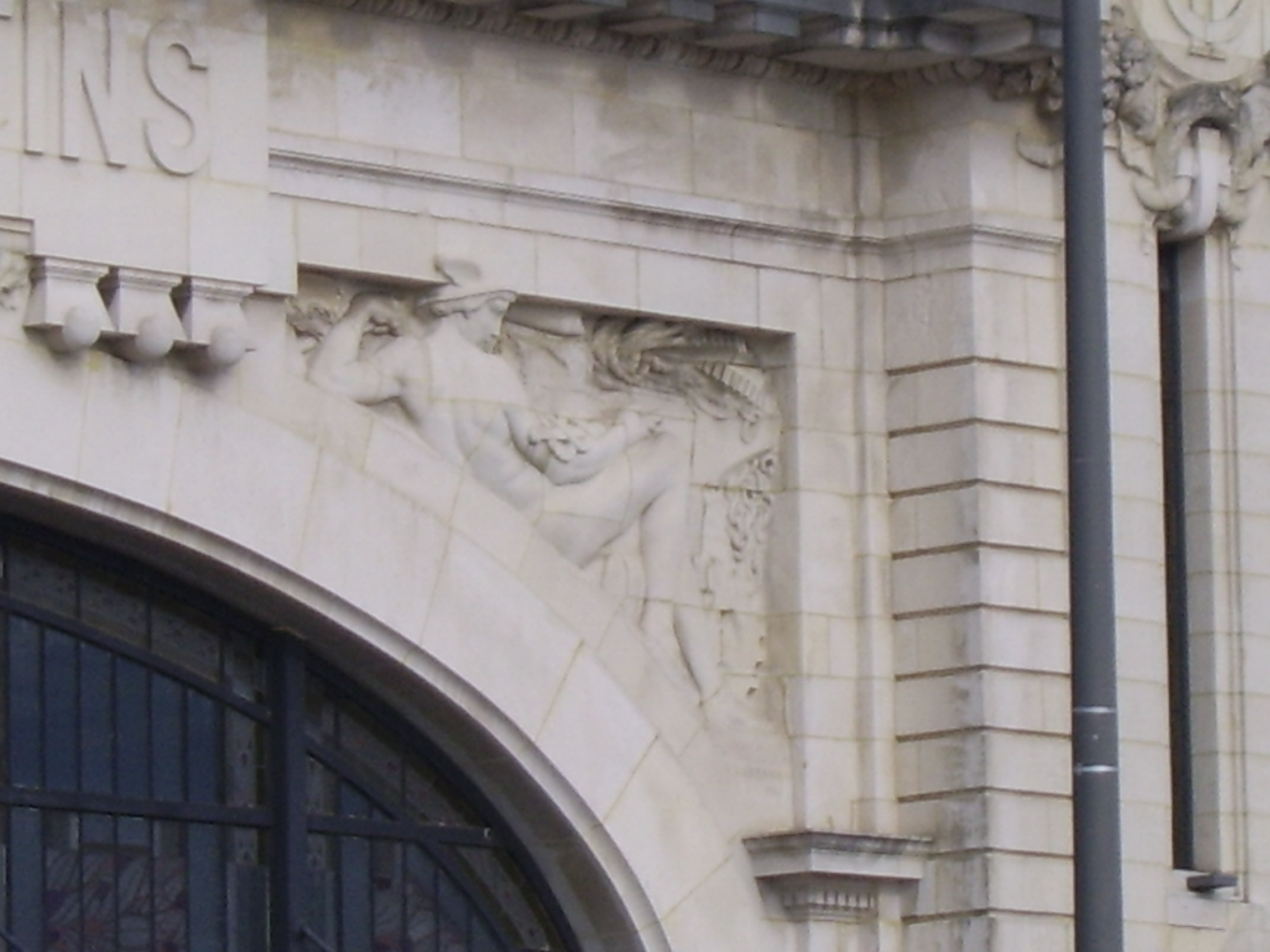
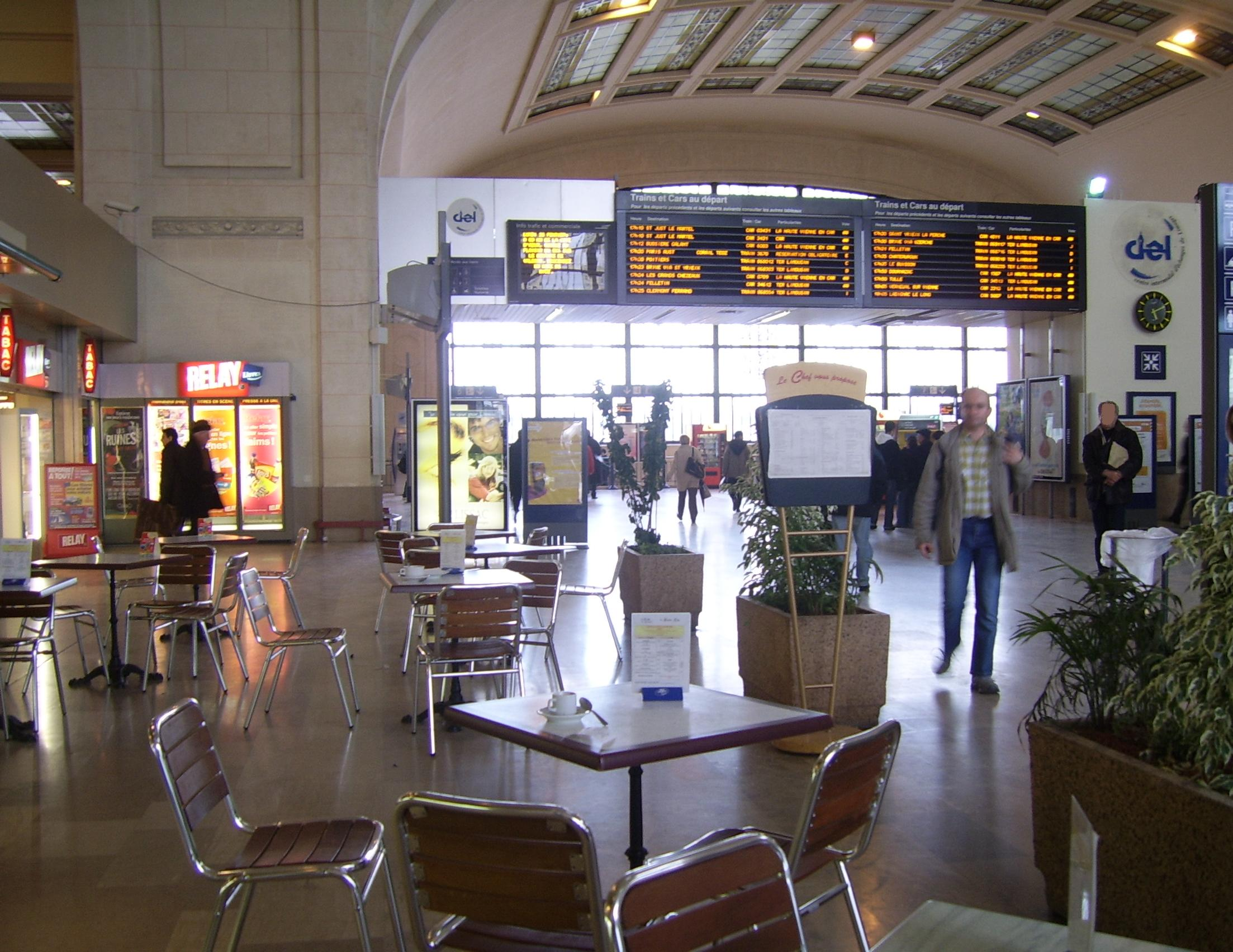
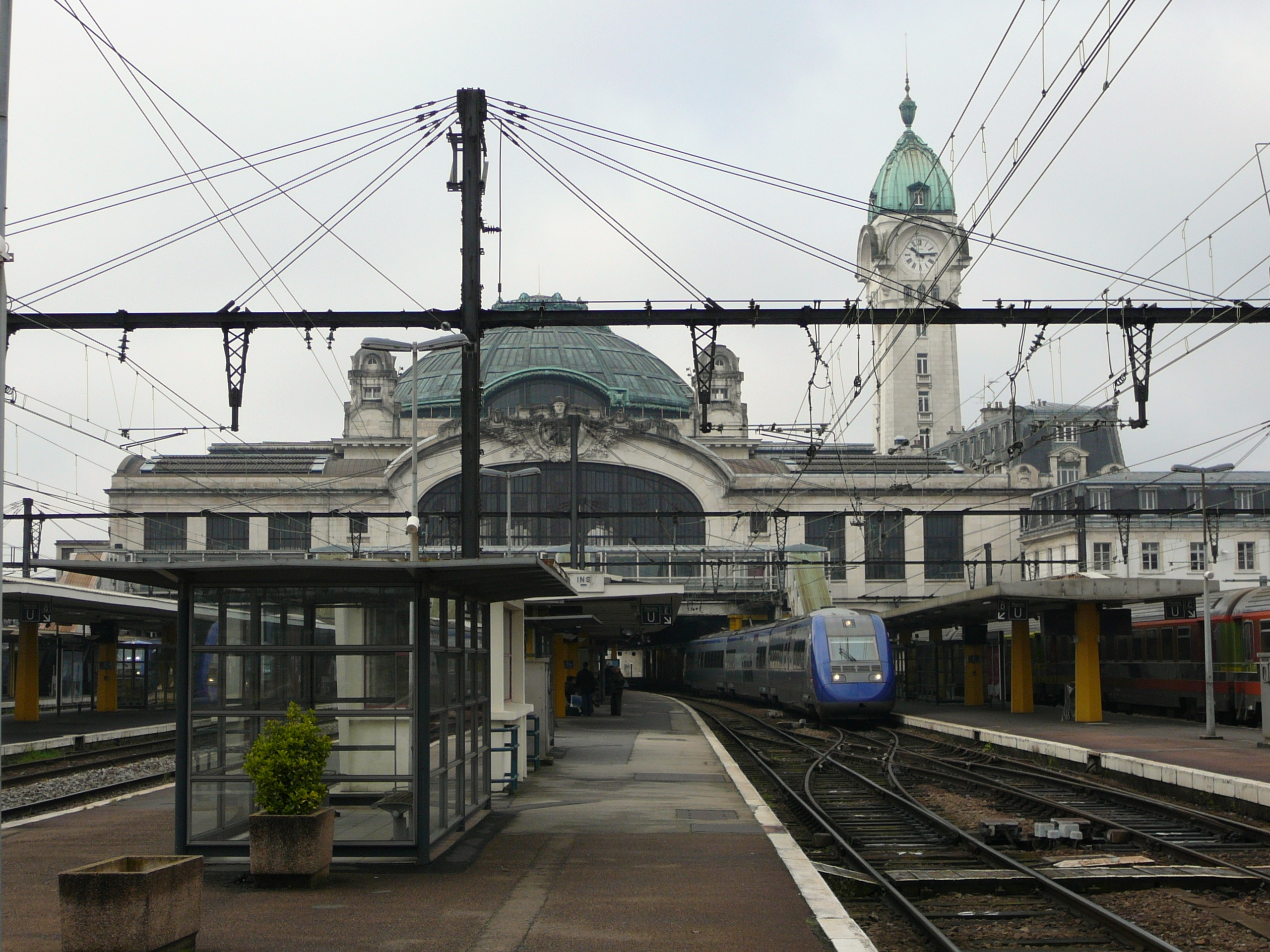